# Provincia de Cerdeña del Sur
Cerdeña del Sur (provincia del Sud Sardegna en italiano y provìntzia de Sud Sardigna en sardo) es una provincia italiana constituida desde el 4 de febrero de 2016 dentro de la región de Cerdeña.
Tiene una extensión de 6339 km². 
Las provincia fue creada a partir de la fusión de las provincias de Carbonia-Iglesias, Medio Campidano y 54 municipios de la provincia de Cagliari, los otros 17 municipios crearon la ciudad metropolitana de Cagliari.

## Historia
La provincia fue constituida tras la reforma de la ley regional de Cerdeña de febrero de 2016 (Legge Regionale 2/2016), la cual comprende las subregiones de Campidano, Sarrabus-Gerrei, Trexenta y Sulcis-Iglesiente. La capital administrativa se determinará en el primer concejo provincial, al igual que su estatuto. El 20 de abril de 2016, el consejo regional nombró a Giorgio Sanna como administradora extraordinaria, quien establece la capital provisional de la provincia en la ciudad de Carbonia. El 7 de marzo de 2017, se inauguraron las oficinas descentralizadas de la institución en el Palazzo Regio de Cagliari (antigua provincia de Cagliari).

## Municipios
La provincia de Cerdeña del Sur está integrada por 107  comunas o municipios.
- ex Provincia de Carbonia-Iglesias: Buggerru, Calasetta, Carbonia, Carloforte, Domusnovas, Fluminimaggiore, Giba, Gonnesa, Iglesias, Masainas, Musei, Narcao, Nuxis, Perdaxius, Piscinas, Portoscuso, San Giovanni Suergiu, Sant'Anna Arresi, Sant'Antioco, Santadi, Tratalias, Villamassargia, Villaperuccio
- ex Provincia de Medio Campidano: Arbus, Barumini, Collina, Furtei, Genuri, Gesturi, Gonnosfanadiga, Guspini, Las Plassas, Lunamatrona, Pabillonis, Pauli Arbarei, Samassi, San Gavino Monreale, Sanluri, Sardara, Segariu, Serramanna, Serrenti, Setzu, Siddi, Tuili, Turri, Ussaramanna, Villacidro, Villamar, Villanovaforru, Villanovafranca
- ex Provincia de Cagliari: Armungia, Ballao, Barrali, Burcei, Castiadas, Decimoputzu, Dolianova, Domus de Maria, Donori, Escalaplano, Escolca, Esterzili, Gergei, Gesico, Goni, Guamaggiore, Guasila, Isili, Mandas, Monastir, Muravera, Nuragus, Nurallao, Nuraminis, Nurri, Orroli, Ortacesus, Pimentel, Sadali, Samatzai, San Basilio, San Nicolò Gerrei, San Sperate, San Vito, Sant'Andrea Frius, Selegas, Senorbì, Serdiana, Serri, Seulo, Siliqua, Silius, Siurgus Donigala, Soleminis, Suelli, Teulada, Ussana, Vallermosa, Villanova Tulo, Villaputzu, Villasalto, Villasimius, Villasor, Villaspeciosa